# ديفيد هندرسون (كرة سلة)
ديفيد هندرسون (بالإنجليزية: David Henderson)‏ مواليد 21 يوليو 1964 في هندرسون، هو مدرب كرة سلة أمريكي ولاعب سابق. بدأ مسيرته الاحترافية في سنة 1986. تم اختياره من قبل فريق واشنطن ويزاردز خلال الدرافت. حمل الرقم 3. يبلغ طوله 6 قدم 5 بوصة (2.0 م). اعتزل اللعب في 1998. لعب مع فيلادلفيا سفنتي سيكسرز وغلطة سراي لكرة السلة.

## روابط خارجية
- ديفيد هندرسون على موقع إن بي أي (الإنجليزية)
- ديفيد هندرسون على موقع سبورتس رفرنس (الإنجليزية)
- ديفيد هندرسون على موقع كلية كرة السلة في سبورتس رفرنس.كوم (الإنجليزية)
- ديفيد هندرسون على موقع ريلجم (الإنجليزية)
- ديفيد هندرسون على موقع بروبوليرز (الإنجليزية)
- ديفيد هندرسون على موقع كلية كرة السلة في سبورتس رفرنس.كوم (الإنجليزية)